# Eduardo Bustos
Eduardo Bustos Camacho (nascido em 23 de abril de 1937) é um ex-ciclista de pista colombiano.
Representou seu país, Colômbia, no ciclismo nos Jogos Olímpicos de Verão de 1964, em duas provas de ciclismo de pista.